# Élaïosome

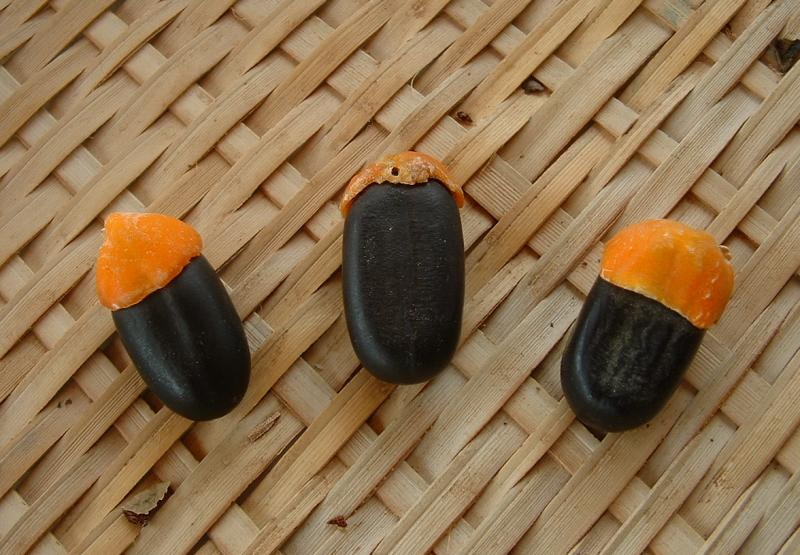
Graines dAfzelia africana portant un élaïosome.

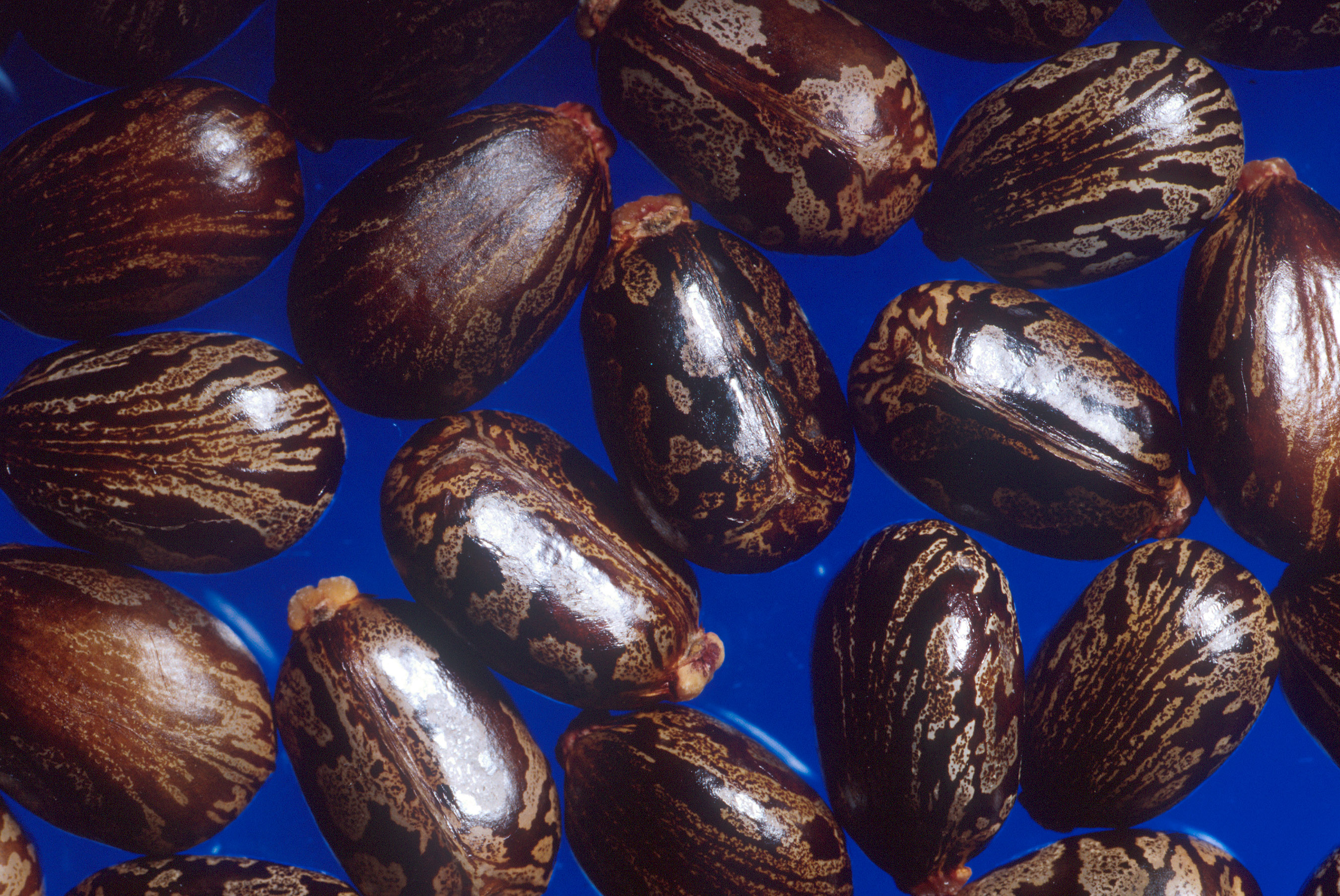
Graines de ricin (Ricinus communis).

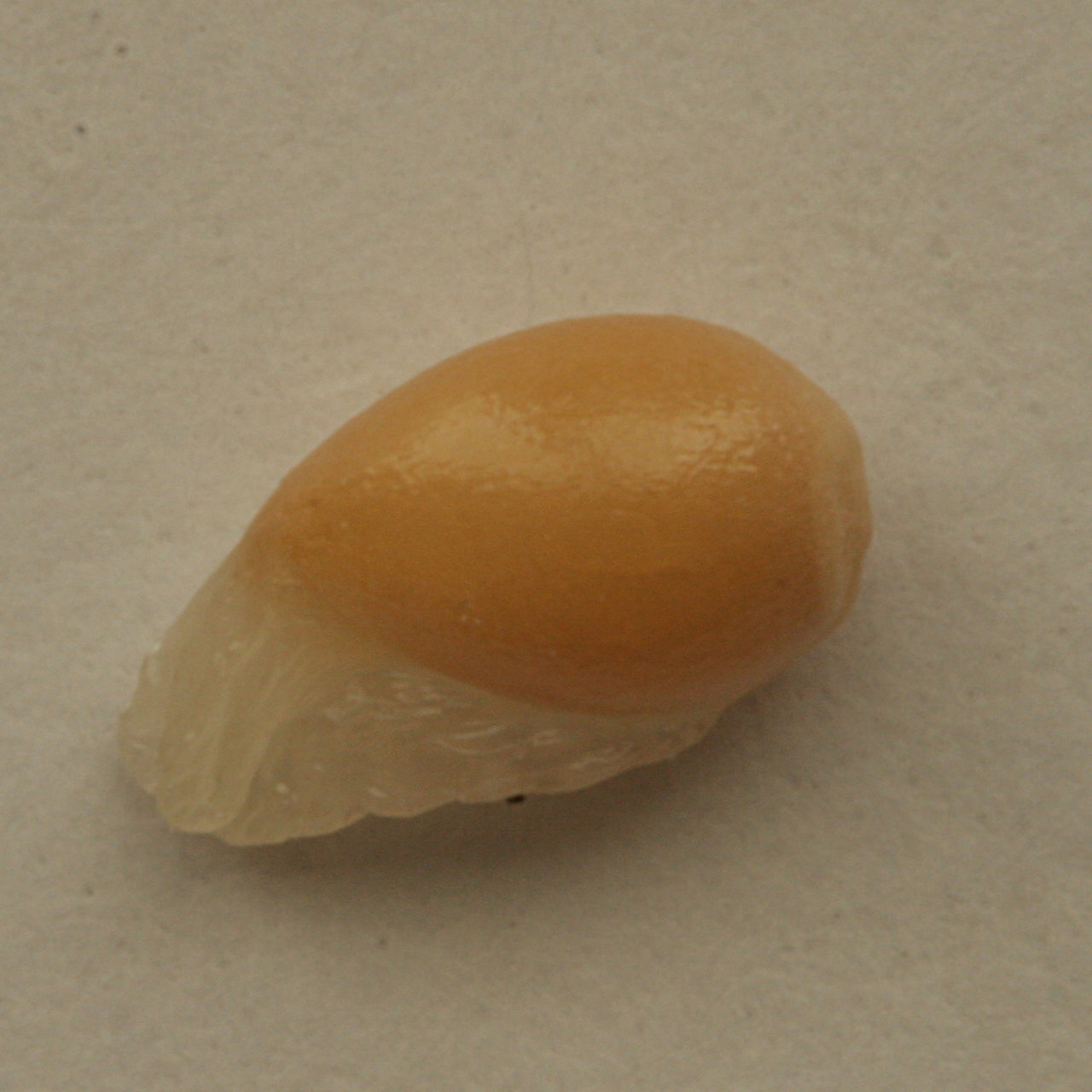
Graine de violette (Viola odorata).

Un élaïosome (du grec ἔλαιον élaion- huile d’olive/huile et σόμα sóma- corps), également appelé « éléosome », est une excroissance charnue attachée aux graines de certaines espèces de plantes.

## Composition
Les élaïosomes sont riches en lipides et en protéines, et peuvent être de formes variées.

## Rôle
De nombreuses plantes ont des élaïosomes pour attirer les fourmis, qui transportent les graines dans leur fourmilière pour nourrir leurs larves avec l'élaïosome.
Après que les larves ont consommé l'élaïosome, les fourmis stockent les graines dans la zone d'élimination des déchets de la fourmilière, qui est riche en éléments nutritifs grâce aux excréments et aux cadavres de fourmis, ainsi que déchets alimentaires qu'il ne faut pas laisser s'accumuler dans la fourmilière. Cet emplacement constitue un lieu idéal pour la germination des graines.
Ce type de dispersion des graines est appelé myrmécochorie (du grec myrmex- fourmi et kore - dispersion). Ce type de relation symbiotique est mutualiste car la plante voit ses graines dispersées dans des lieux favorables à leur germination et les fourmis trouvent une source de nutriments importante pour leurs larves.
Les élaïosomes sont un exemple de convergence évolutive qui s'est produite à plusieurs reprises dans des milliers d'espèces végétales différentes.
Les oléoplastes sont les cellules productrices de matières grasses (plastes).

## Exemples de plantes avec des graines à élaïosome
- Centaurea, de nombreuses espèces de centaurées
- Chelidonium majus, la chélidoine
- Corydalis
- Dicentra
- Ricinus communis, le ricin
- Sanguinaria canadensis, la sanguinaire du Canada
- Trillium, les trilles
- Viola, les violettes et les pensées
- Helléborus[1]...

Les élaïosomes de la famille des Euphorbiacées sont appelés caroncules (du latin caruncula : verrue).